# فرقة (فيزياء رياضية)
في الفيزياء، وتحديدًا الميكانيكا الإحصائية، تعتبر الفرقة (بالإنجليزية: Ensemble)‏ (أيضًا الفرقة الإحصائية) حالة مثالية تتكون من عدد كبير من النسخ الافتراضية (أحيانًا كثيرة بشكل لانهائي) من نظام، يُنْظَر فيها كلها مرة واحدة، كل منها يمثل حالة ممكنة أي أن النظام حقيقي بعبارة أخرى، الفرقة الإحصائية هي مجموعة من أنظمة الجسيمات المستخدمة في الميكانيكا الإحصائية لوصف نظام واحد. قُدِّمَ مفهوم الفرقة من قبل جوزيه غيبس في عام 1902.
الفرقة الديناميكية الحرارية هي مجموعة محددة من الفرقات الإحصائية التي من بين خصائص أخرى، في حالة توازن إحصائي، وتُستخدم لاشتقاق خصائص الأنظمة الديناميكية الحرارية من قوانين ميكانيكا الكم أو الكلاسيكية.